# مايك هولاند
مايك هولاند (بالإنجليزية: Mike Holland)‏ هو متزلج قفز أمريكي، ولد في 9 ديسمبر 1961 في باري في الولايات المتحدة.

## وصلات خارجية
- مايك هولاند على موقع الاتحاد الدولي للتزلج (القفز التزلجي) (الإنجليزية)
- مايك هولاند على موقع أوليمبيديا (الإنجليزية)